# Пратомороне (Асти)
Пратомороне је насеље у Италији у округу Асти, региону Пијемонт.
Према процени из 2011. у насељу је живело 313 становника. Насеље се налази на надморској висини од 186 м.